# Übergangskonstruktion

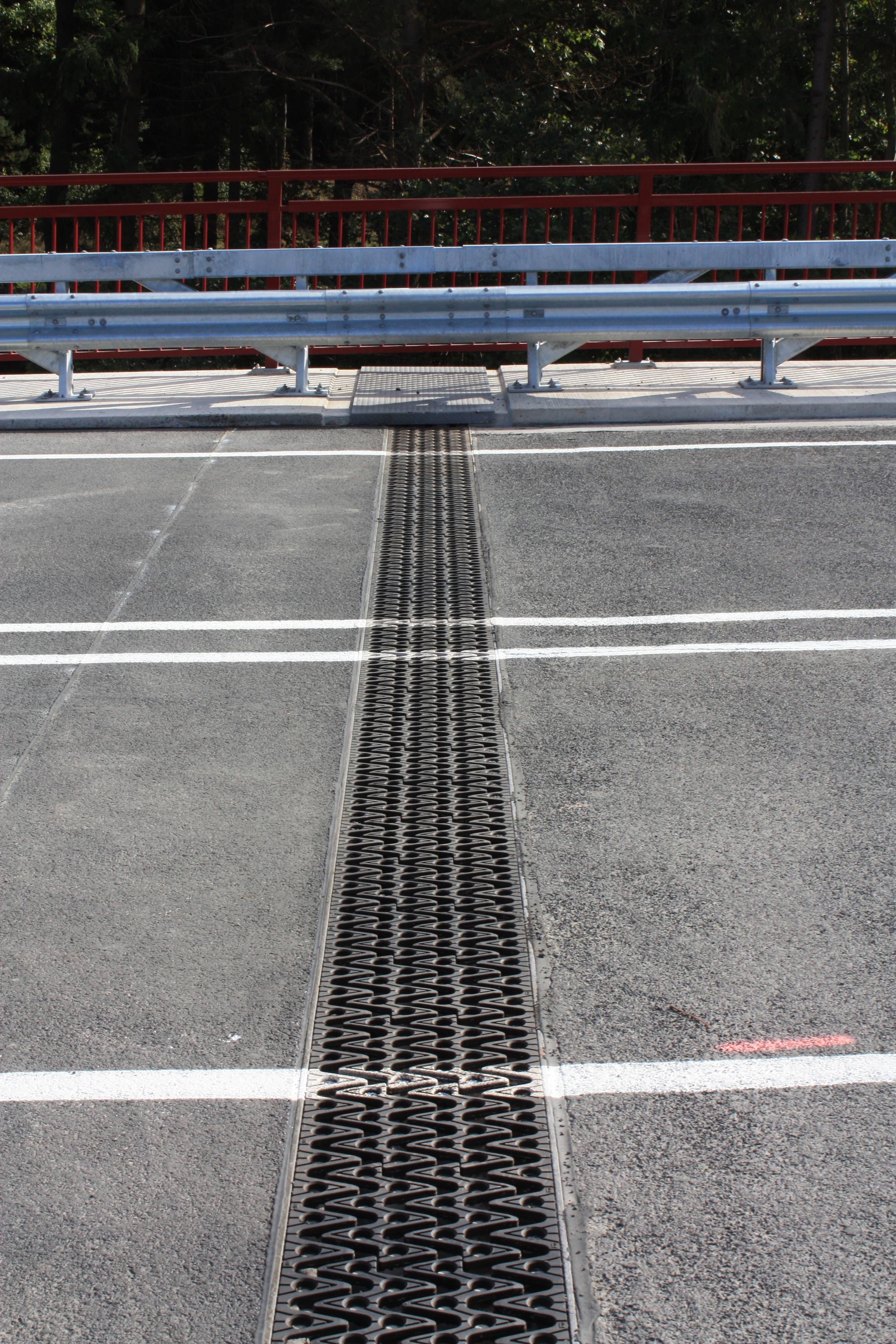
Übergangskonstruktion mit aufgeschraubten, elastomerbeschichteten Sinusplatten zur Lärmreduzierung

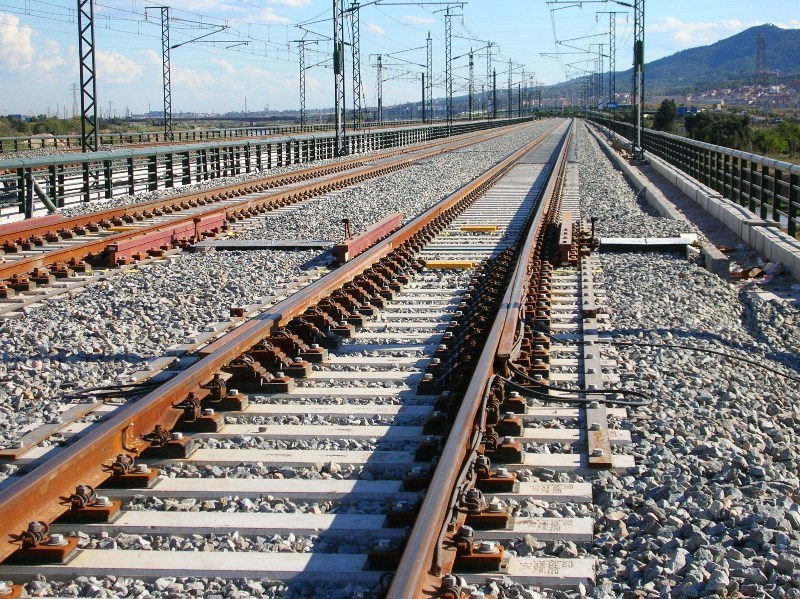
Schienenauszug an einer Eisenbahnbrücke

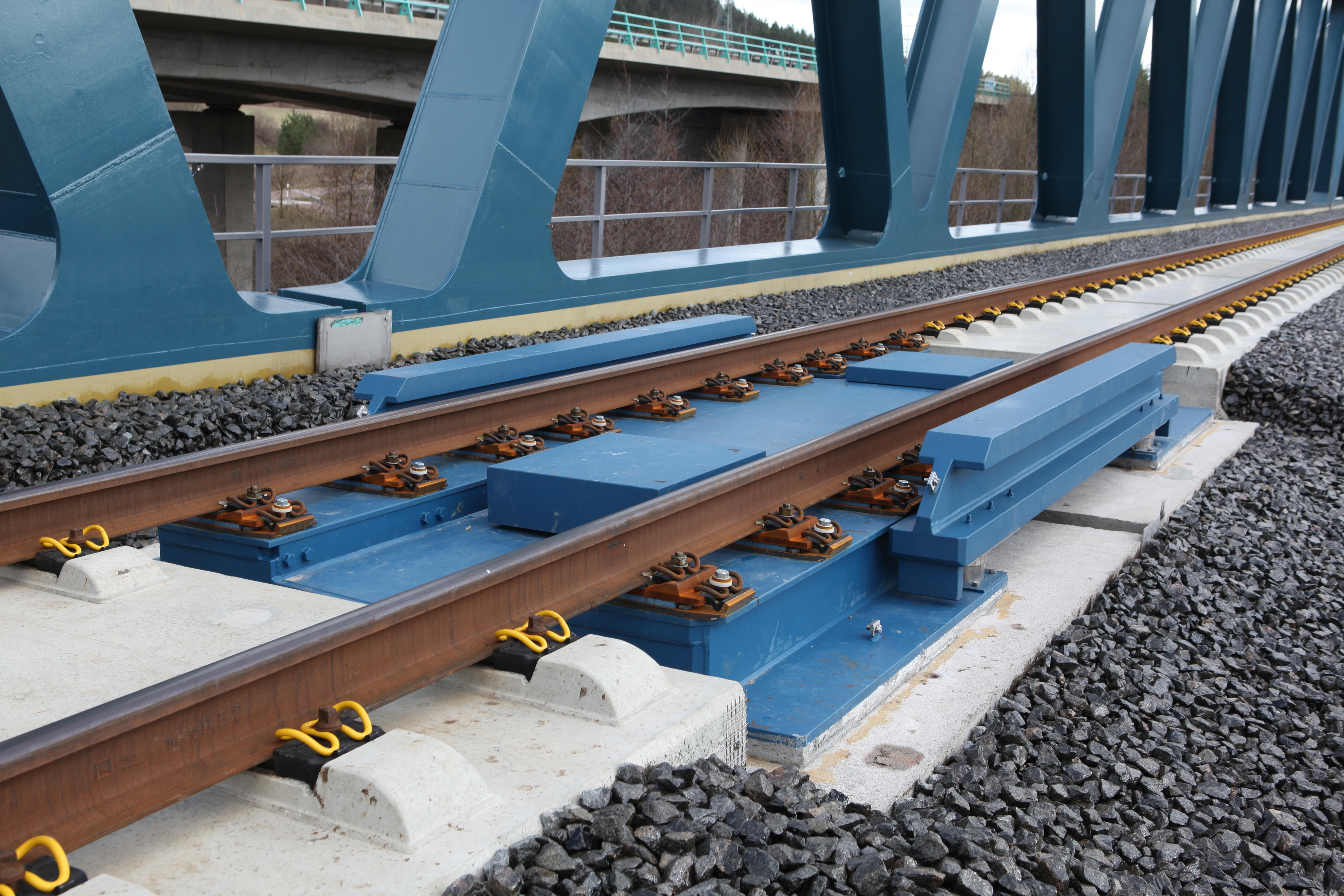
Ausgleichsplatte an einer Eisenbahnbrücke mit Fester Fahrbahn

Die Übergangskonstruktion (auch Fahrbahnübergang oder kurz Üko) ist ein Bauelement einer Brücke und gleicht die Verformungen und Bewegungen des Brückenüberbaus an den Brückenenden zwischen Brücke und Straße aus. Die Verformungen des Brücken-Überbaus resultiert aus Längenänderung infolge Temperaturschwankungen und der Verkehrsbelastung (Durchbiegung). Die Verformungen reichen je nach Brücke von wenigen Millimetern bis in den Meterbereich. Die Übergangskonstruktion gleicht diese Differenzen durch Auseinander- und Zusammenschieben aus.

## Straßenbau
Im Straßenbau werden folgende Arten von Fahrbahnübergangskonstruktionen unterschieden:
- Rollverschlüsse
- Fingerübergänge
- Schleppblechübergänge
- Lamellenfahrbahnübergänge
- Kunststoffmodifizierter Asphalt

## Gleisbau
Bei längeren Eisenbahnbrücken kommen Übergangskonstruktionen in Form von Schienenauszügen zum Einsatz, um die Zwangskräfte in der Schiene aus den Längsverformungen des Brückenbauwerks zu begrenzen. Sind die auszugleichenden Längenänderungen kurz genug, erfolgt die Aufnahme der Längskräfte mittels untereinander verspannter Schwellen.
Weiterhin werden Übergangskonstruktionen eingesetzt beim Wechsel der Oberbau-Bauart, z. B. beim Übergang vom Schotteroberbau zu einer Festen Fahrbahn. Bei Brücken mit Fester Fahrbahn werden auch Ausgleichsplatten zur Halbierung der Endtangentenwinkel eingebaut.